# Que Bom Te Ver Viva
Que Bom Te Ver Viva é um filme dramático em formato de documentário brasileiro de 1989. Dirigido pela cineasta Lúcia Murat, o filme é protagonizado por Irene Ravache em uma personagem anônima e retrata a situação da tortura vivida durante a Ditadura militar no Brasil.
Pela atuação no filme, Irene Ravache foi laureada com os principais prêmios do cinema brasileiro, o Troféu Candango de Melhor Atriz do Festival de Brasília, o Troféu APCA e o prêmio do Festival Sesc Melhores Filmes.

## Enredo
Murat, que foi torturada no período da ditadura militar, narra a vida de algumas mulheres brasileiras que pegaram em armas contra o regime. Há uma série de depoimentos de guerrilheiras e cenas do cotidiano dessas mulheres que recuperaram, cada uma à sua própria maneira, os vários sentidos de viver. São sete depoimentos gravados e um oitavo de uma vítima anônima que não quis se identificar.
Paralelamente as personagens reais, que são diferenciadas da ficção pelas formas de filmagem, Irene Ravache interpreta uma personagem anônima que delira e fantasia em um monólogo.

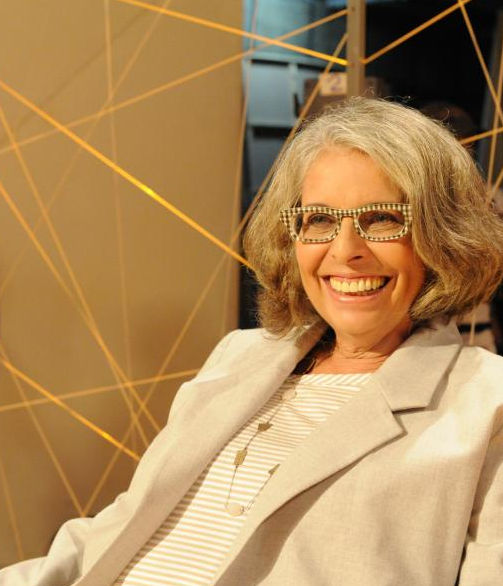
Lúcia Murat, diretora do filme, em fevereiro de 2014. Imagem da TV Brasil.

## Elenco
- Irene Ravache como a personagem anônima.
- Criméia Schmidt Almeida, Maria Luiza Garcia Rosa, Estrela Bohadana, Regina Toscano, Jesse Jane, Rosalina Santa Cruz e Maria do Carmo Brito como as personagens reais.[13]

## Recepção

### Prêmios e indicações
Festival de Brasília (1989)
- Melhor filme pelo júri, pelo júri popular e pela crítica
- Melhor montagem para Vera Freire
- Melhor atriz para Irene Ravache
- Melhor fotografia para Walter Carvalho
- Prêmio especial do Júri para Roberto Leite

Festival Internacional do Rio (1989)
- Prêmio especial do júri
- Prêmio Samburá

Festival de Havana (1989)
- Prêmio Coral
- Melhor filme da OCIC
- Melhor filme da Associação de atores

Golden Metais (1990)
- Melhor atriz de cinema para Irene Ravache

Festival Sesc Melhores Filmes (1989)
- Melhor atriz para Irene Ravache

Menção Margarida de Prata da CNBB (1989)
Yamagata International Documentary Film Festival (1991)
- Competiu na categoria Internacional

Associação Paulista de Críticos de Arte (1990)
- Melhor atriz para Irene Ravache